# ТГМ11
Тепловоз ТГМ11 (ТГМ11А) — малосерийный российский четырёхосный маневровый тепловоз с гидродинамической передачей.

## История
С 1992 года Людиновский тепловозостроительный завод начал производство тепловозов серии ТГМ11 для «сахалинской» или «капской колеи» — 1067 мм. Тепловозы были спроектированы на замену серии ТГМ7. Тепловозы производились до 1994 года и поставлялись на Сахалинскую железную дорогу.
Часть тепловозов была отправлена на хранение на базу запаса Тымовск.

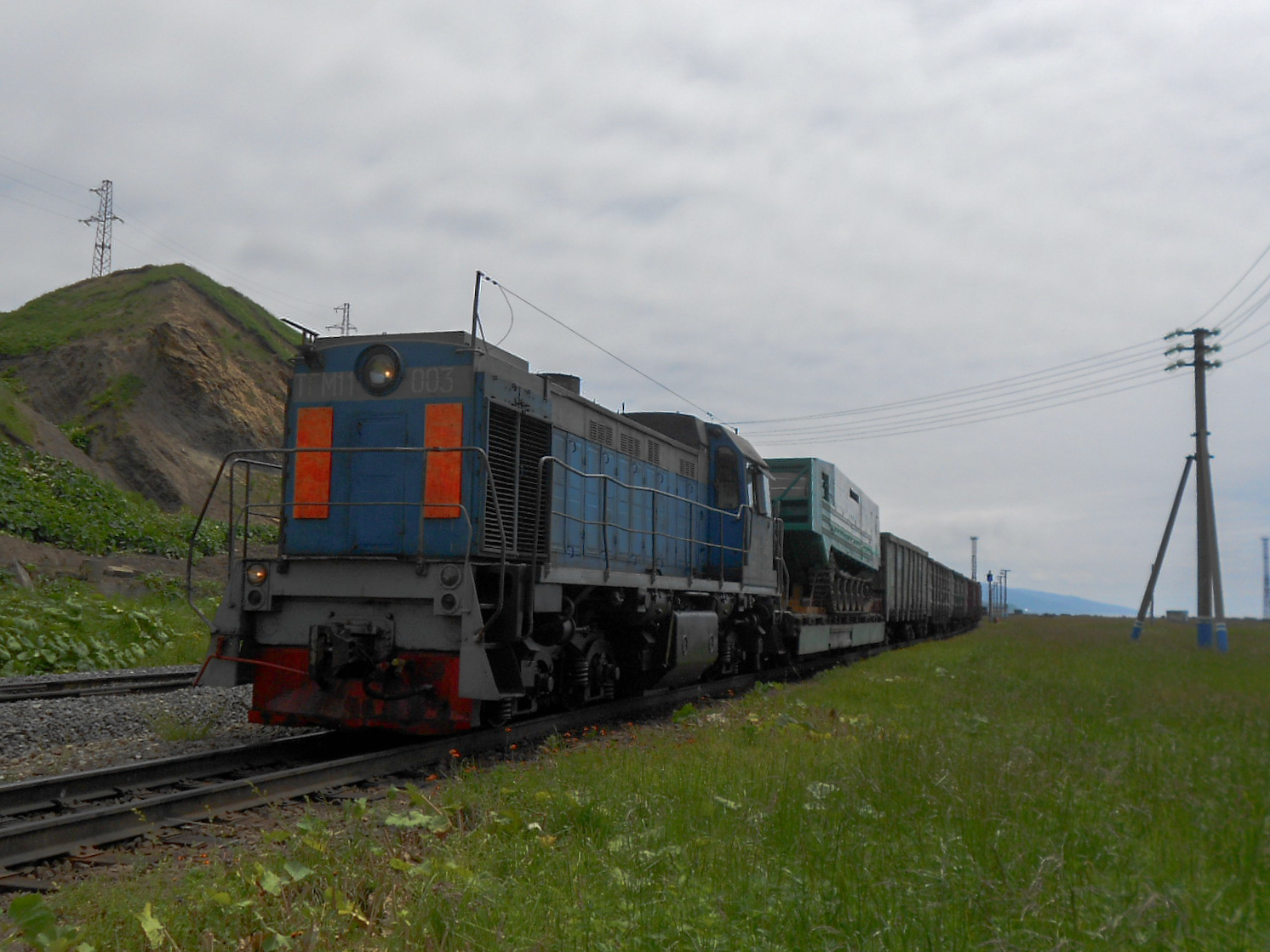
ТГМ11-003 на станции Холмск-Сортировочный (2016)

В 2010-х годах несколько тепловозов ТГМ11 работали на участке русской колеи в порту Холмск.
C 2019 года тепловозы этой серии больше не используются.